# Linaeschna polli
Linaeschna polli är en trollsländeart som beskrevs av Martin 1909. Linaeschna polli ingår i släktet Linaeschna och familjen mosaiktrollsländor. IUCN kategoriserar arten globalt som otillräckligt studerad. Inga underarter finns listade i Catalogue of Life.